# Calle Alcántara
La calle Alcántara es una arteria vial del oriente de Santiago de Chile, en la comuna de Las Condes. Nace en Apoquindo, en cuya intersección está la estación del metro Alcántara, y recorre la comuna de norte a sureste hasta Bilbao, donde muere en el límite con la vecina comuna de La Reina.

## Descripción
Alcántara fue trazada con este nombre cuando la zona era todavía el fundo San Pascual de Gertrudis Echeñique, viuda del presidente Federico Errázuriz Echaurren, que se le puso en homenaje al municipio español homónimo; la palabra misma es de origen árabe, y en esa lengua significa el puente ( القنطرة) y se lo debe a que en las inmediaciones de esa localidad de la provincia de Cáceres se encuentra un puente romano en arco, que lleva el mismo nombre y que fue construido entre 104 y 106 sobre el río Tajo. Quien loteó los terrenos donde hoy corre esta calle fue su hija, Elena Errázuriz Echeñique.
Parte de Alcántara se encuentra en el barrio El Golf (desde su inicio hasta Martín de Zamora) y esta calle que era eminentemente residencial tiene ahora asimismo edificios de empresas. El más famoso es el del Banco de Crédito e Inversiones (BCI) en la acera poniente, casi en la esquina con Apoquindo, obra del Premio Nacional Borja Huidobro y la oficina A4 (arquitectos Sebastián di Girolamo, Germán Zegers y Cristián Valdivieso).
Todavía quedan en Alcántara algunas casas que antes eran típicas del barrio, aunque ha proliferado los altos edificios de vivienda; algunas de las mansiones son ahora ocupadas por embajadas como la de Corea del Sur (n.º74) o la India (n.º971; la de Finlandia ha preferido para instalarse el edificio de oficinas en el n.º 200), y empresas. En esta calle hay también establecimientos educacionales como el Instituto Presidente Errázuriz, en la esquina norponiente con la avenida del mismo nombre, y los famosos colegio Verbo Divino, en la acera oriente, frente al Villa María Academy, cuya entrada principal está en Presidente Errázuriz. 
Después de la avenida Colón, en la acera oriente está el Hogar Español, con su capilla y casa de ancianos (Alcántara 1320 y 1580). Tiene su origen en 1916 y desde 1929 está a cargo de la Congregación de Madres de los Desamparados y San José de la Montaña; el primer edificio en los actuales terrenos se construyó en 1940. En la iglesia se celebra una misa diaria —a las 08:45 de lunes a sábado y a las 10 de la mañana los domingos— para los residentes del Hogar y la comunidad en general.
Las calles que después de su comienzo en Apoquindo dan o cruzan Alcántara son: Callao, Renato Sánchez, en honor al esposo de Elena Errázuriz, avenida Presidente Errázuriz, en homenaje a su padre; Navarra, León, Martín de Zamora, Colón, Vaticano, Tarragona, Mariscal Ramón Castilla, Isabel y muere en Bilbao.
A fines de 2015 la municipalidad de Las Condes llamó a concurso público para construir estacionamientos subterráneos para 450 cupos con el fin de eliminar los que hay en la superficie en el bandejón o separador central de la avenida Presidente Errázuriz, entre Alcántara y Polonia y así recuperar este espacio para el Parque Presidente Errázuriz, que es el área verde en que se ha convertido el bandejón. El estacionamiento subterráneo se construirá en Alcántara y tendrá rampas de salida en Presidente Errázuriz; el plazo ideal para su ejecución es el verano de 2015. El proyecto contempla una inversión aparte de unos UF 100.000 para el hermoseamiento de ambas avenidas, que deben ser financiados por el municipio.

## Galería

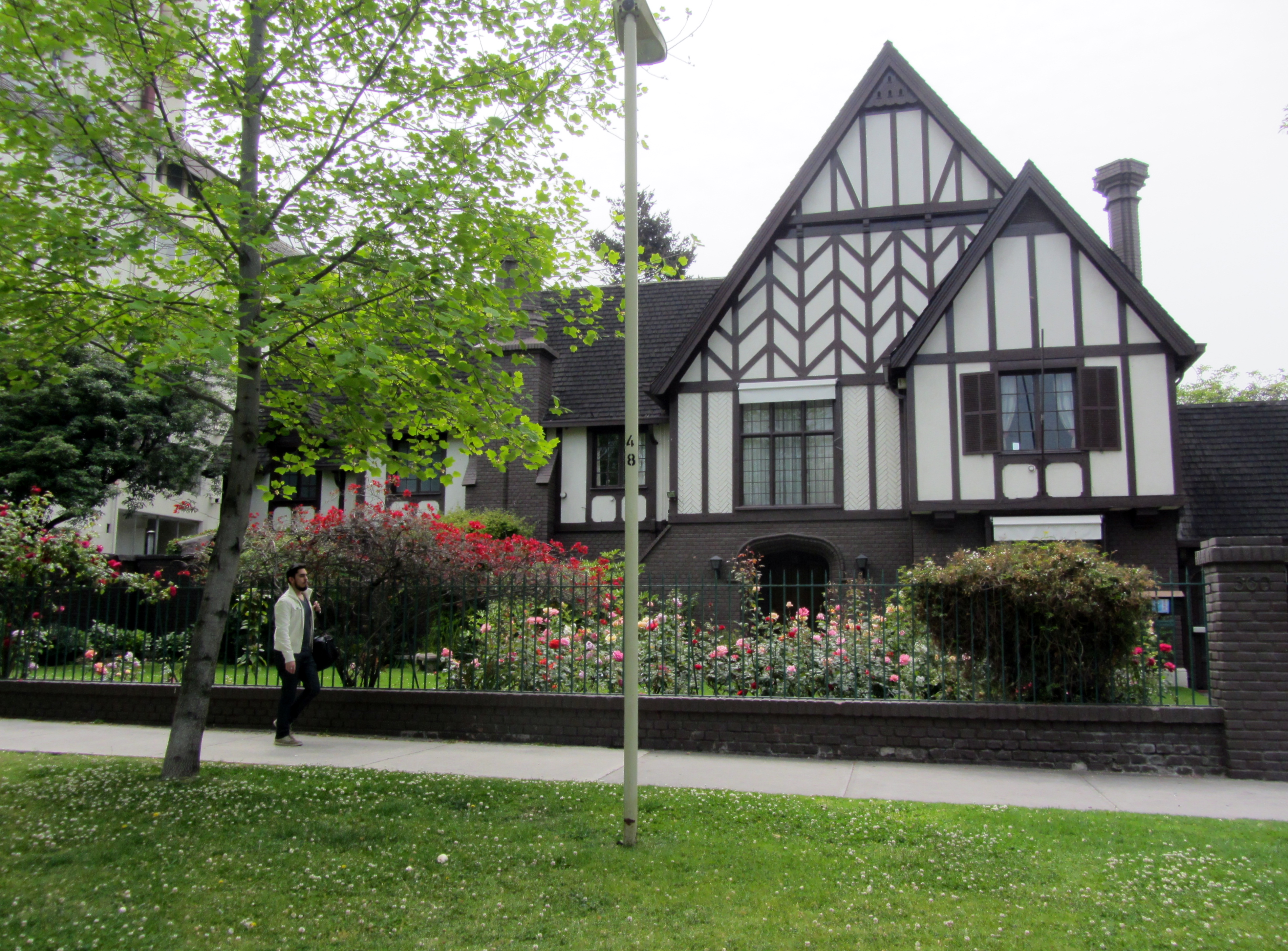
Alcántara 360
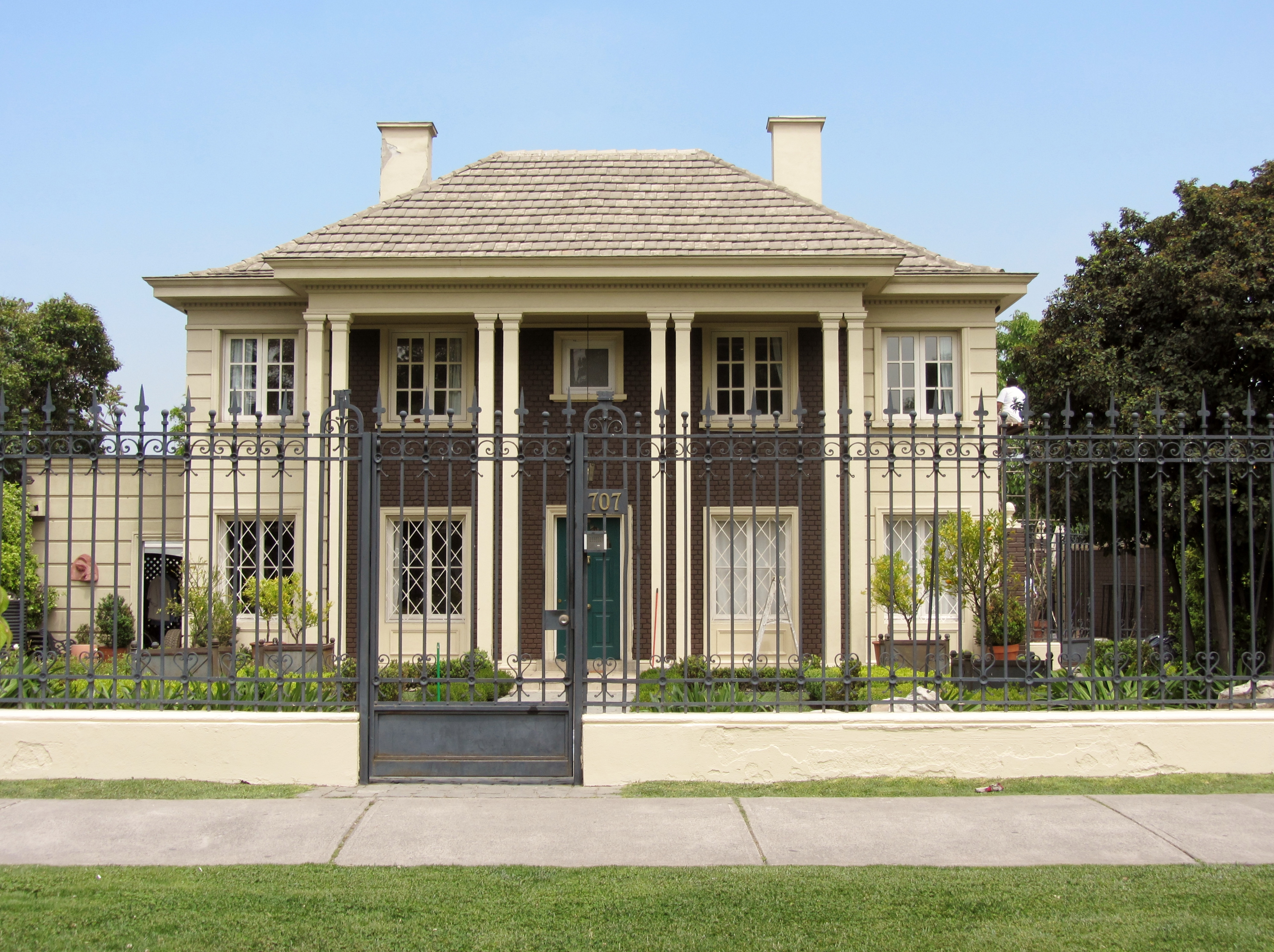
Alcántara 707
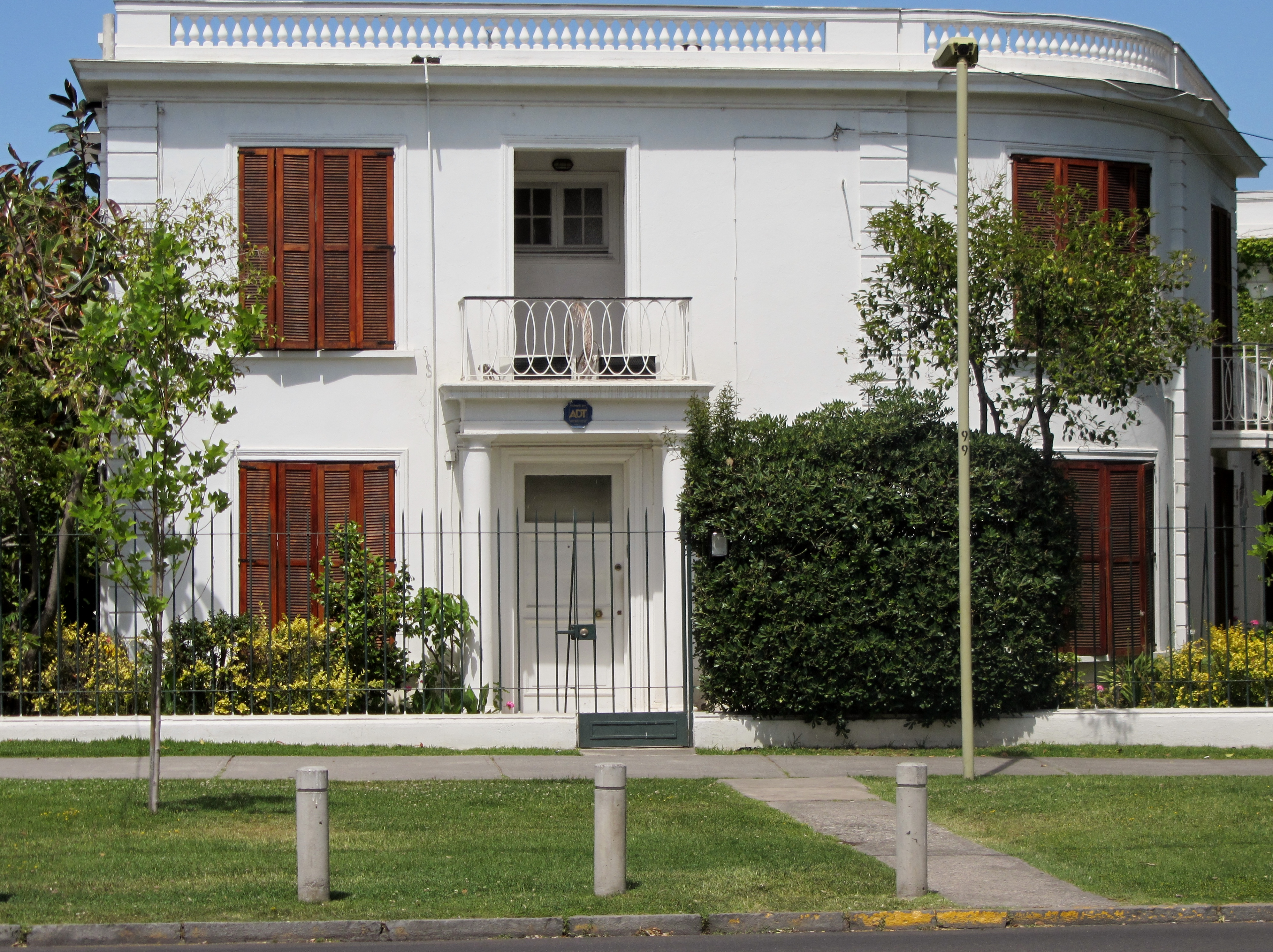
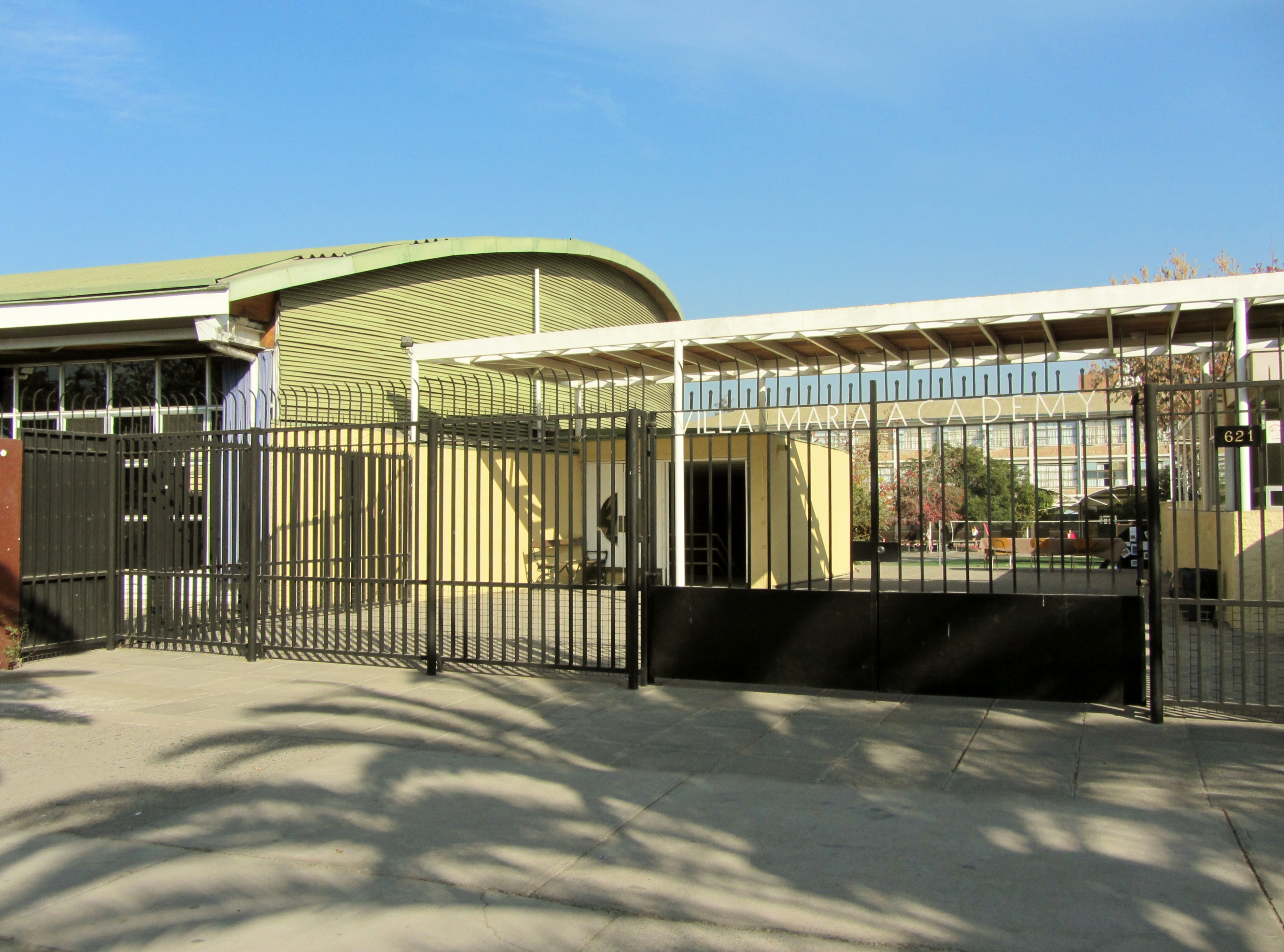
Villa Maria Academy, portón en Alcántara 621
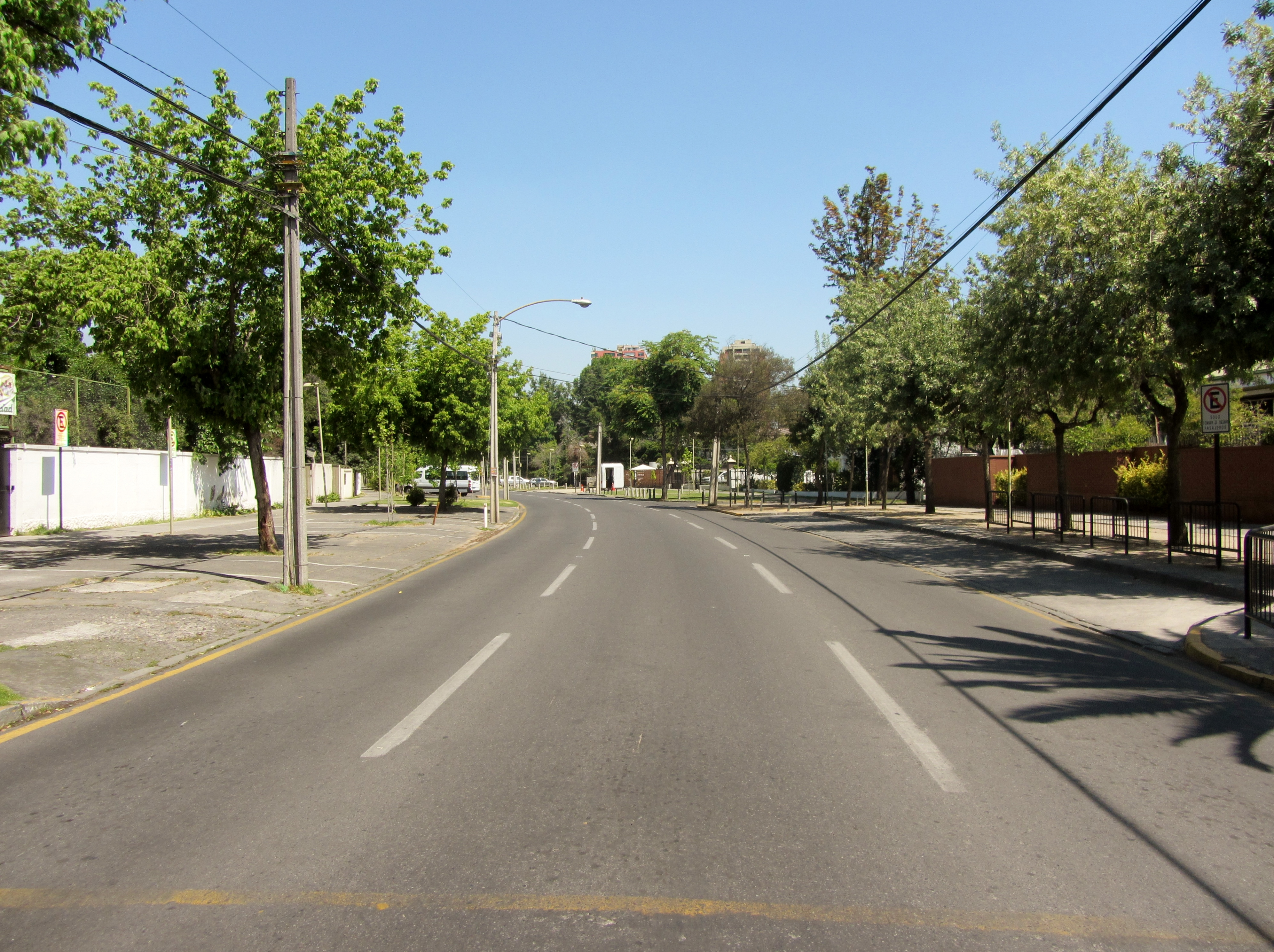
Alcántara esq. Pte Errázuriz; izq.: el muro del Verbo Divino, der: VMA
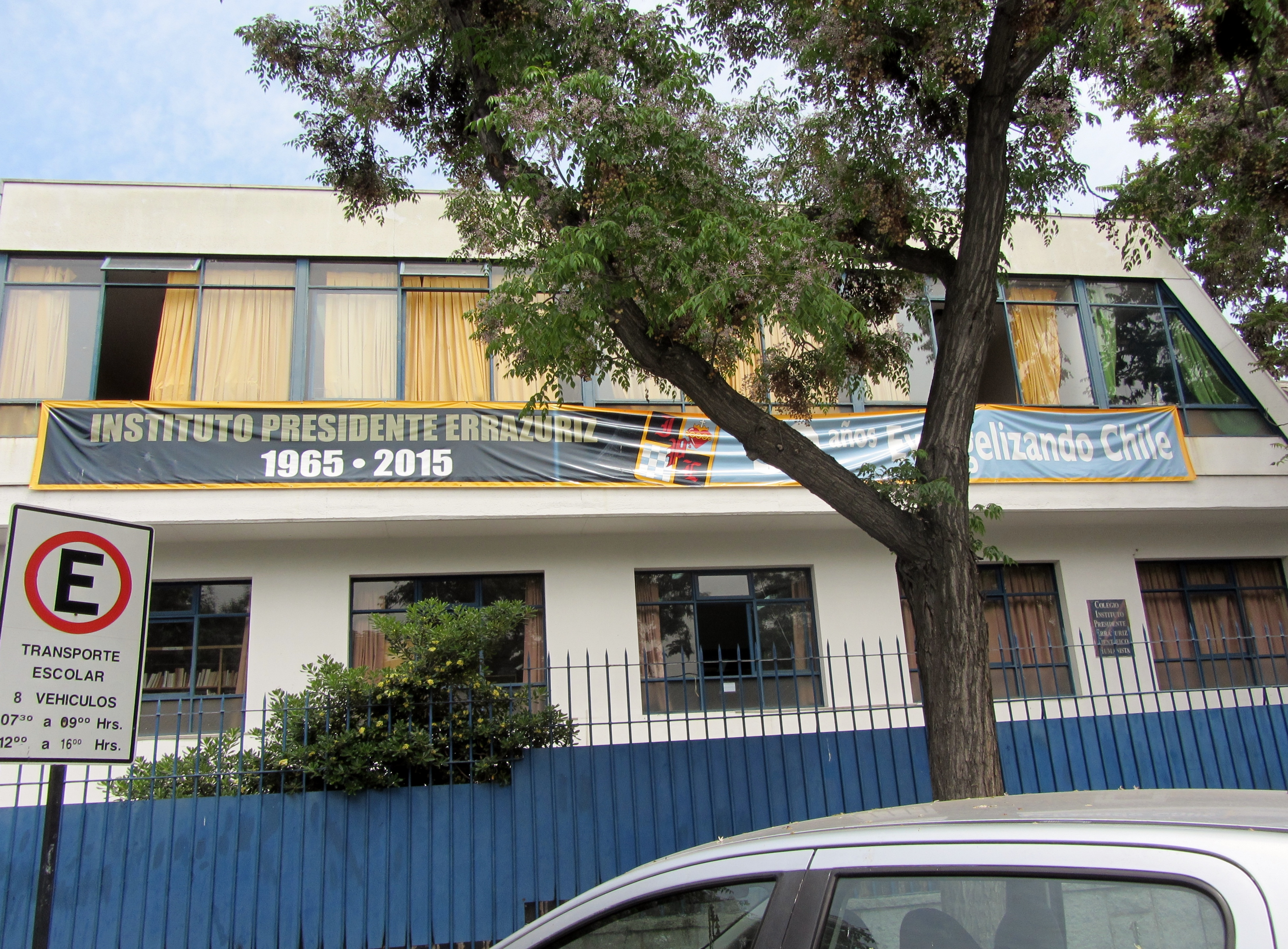
Instituto Presidente Errázuriz
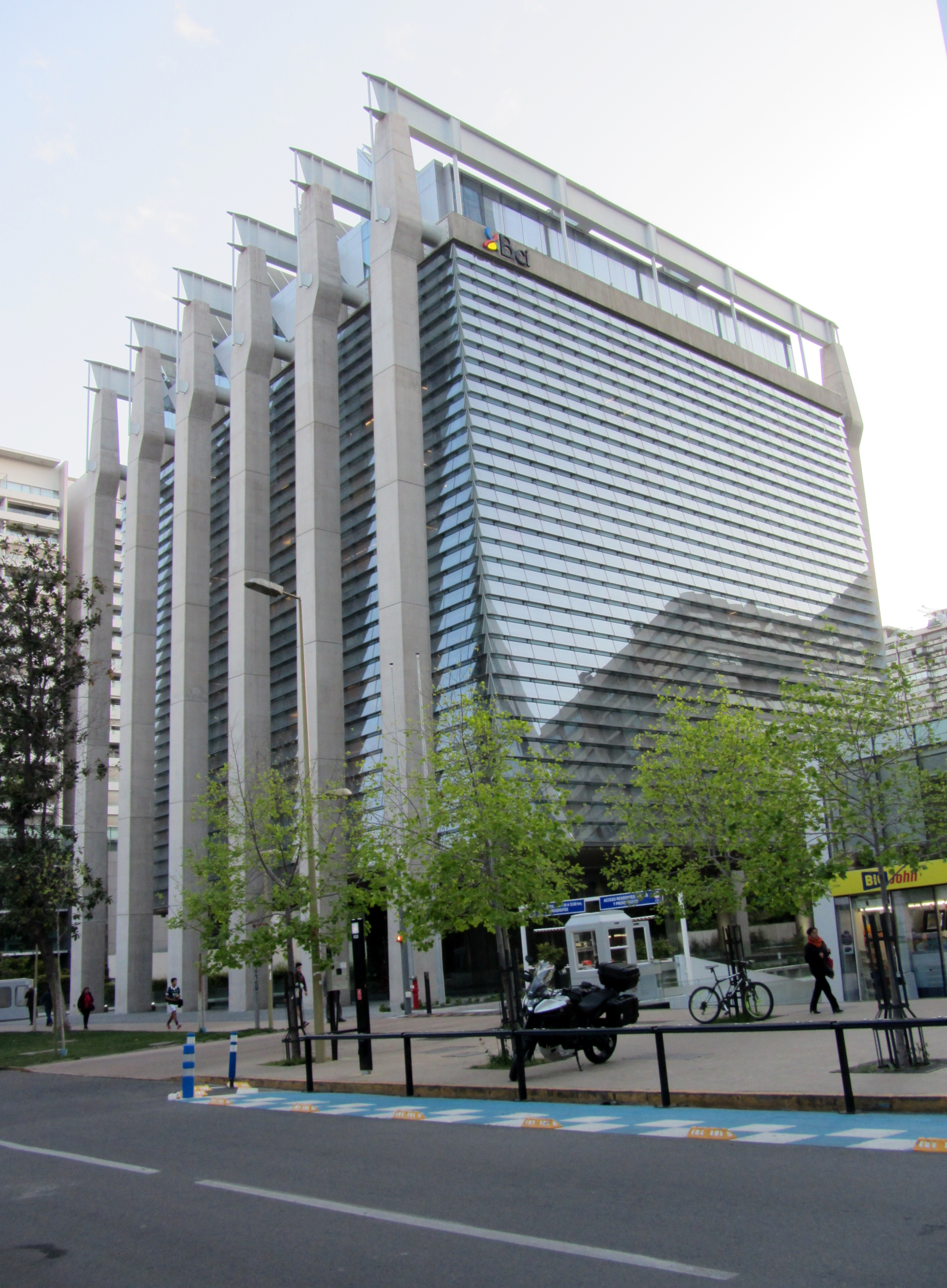
El BCI de Borja Huidobro y A4
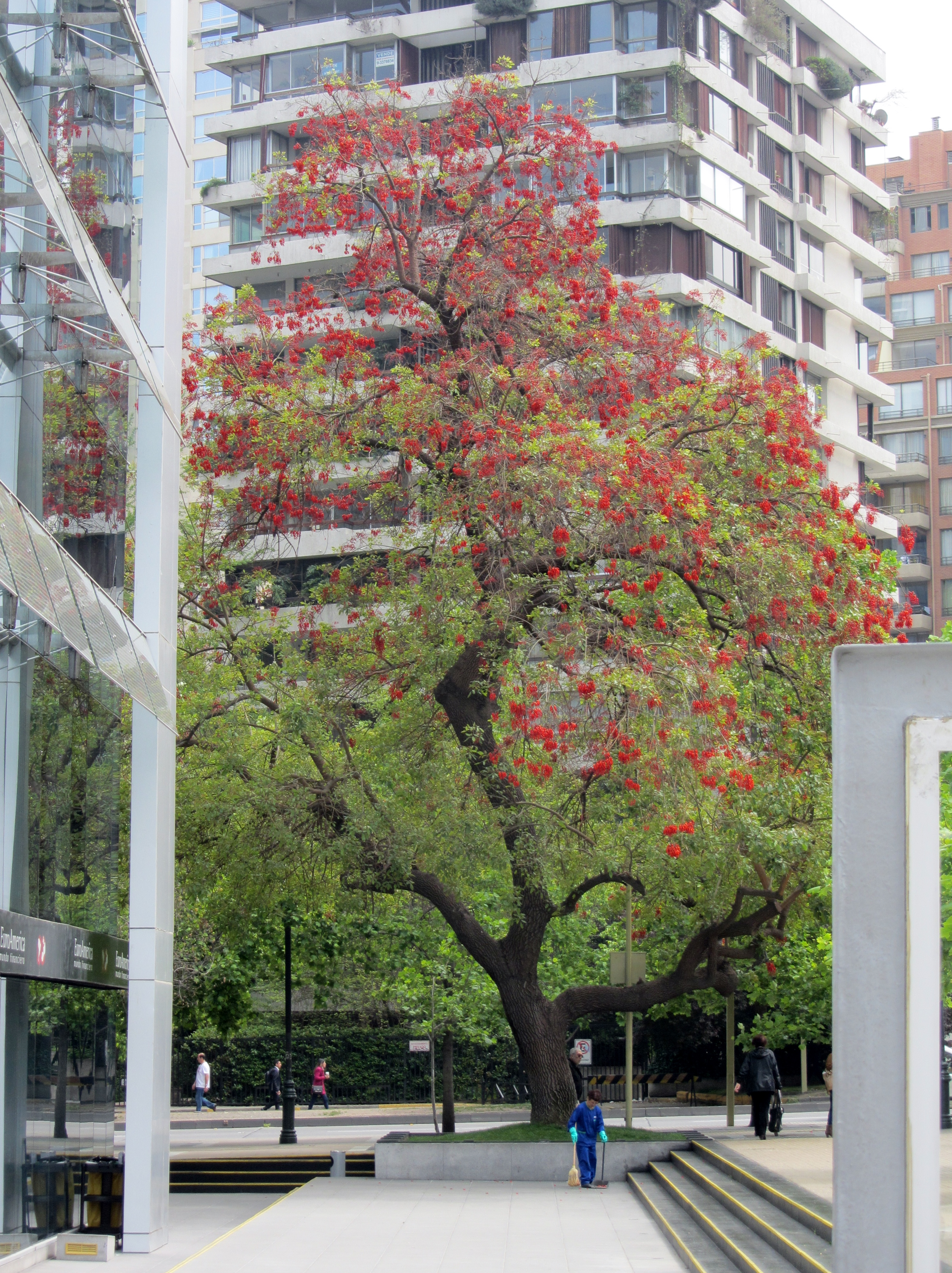
Ceibo junto al metro Alcántara
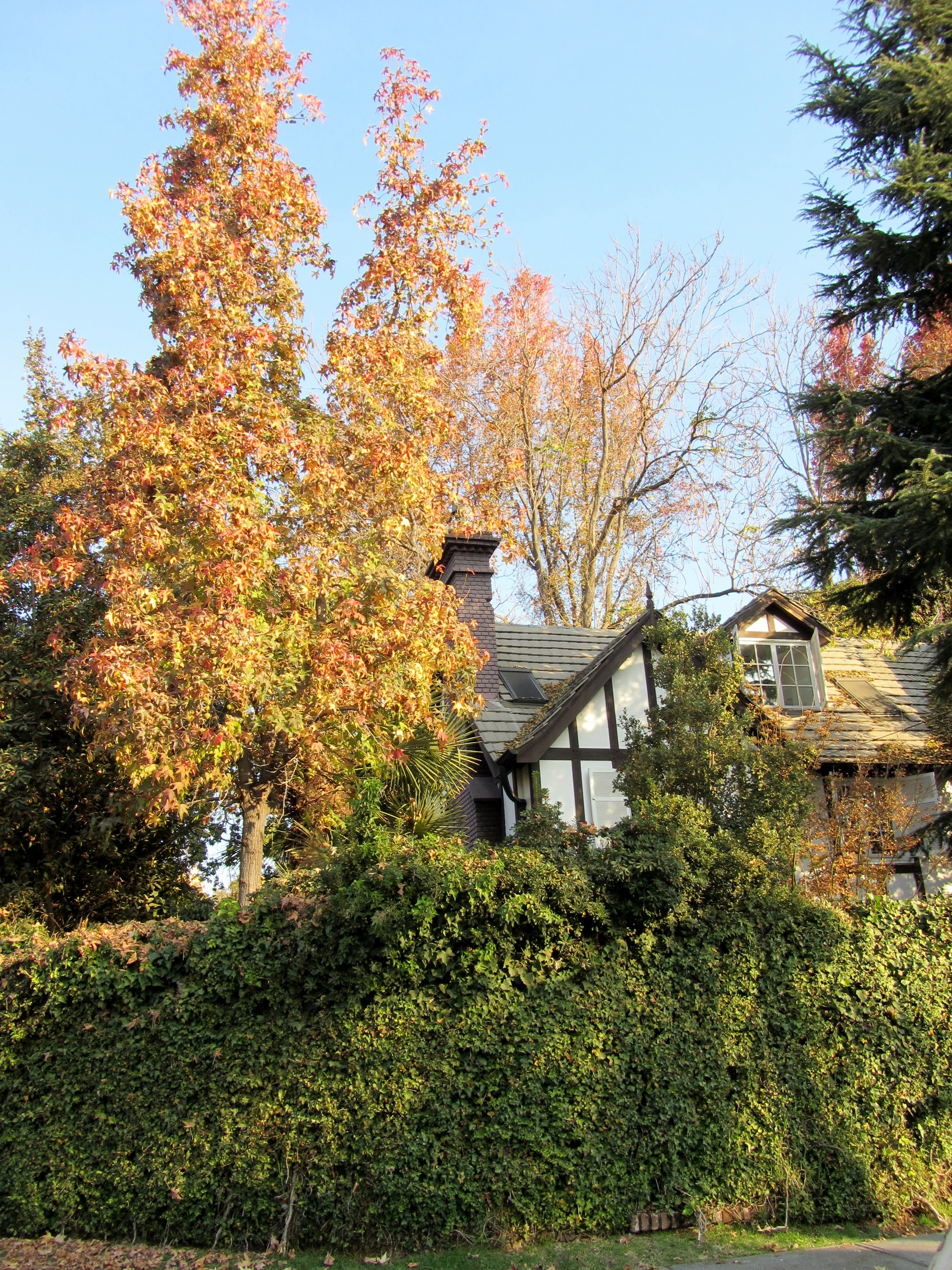
Otoño en Alcántara
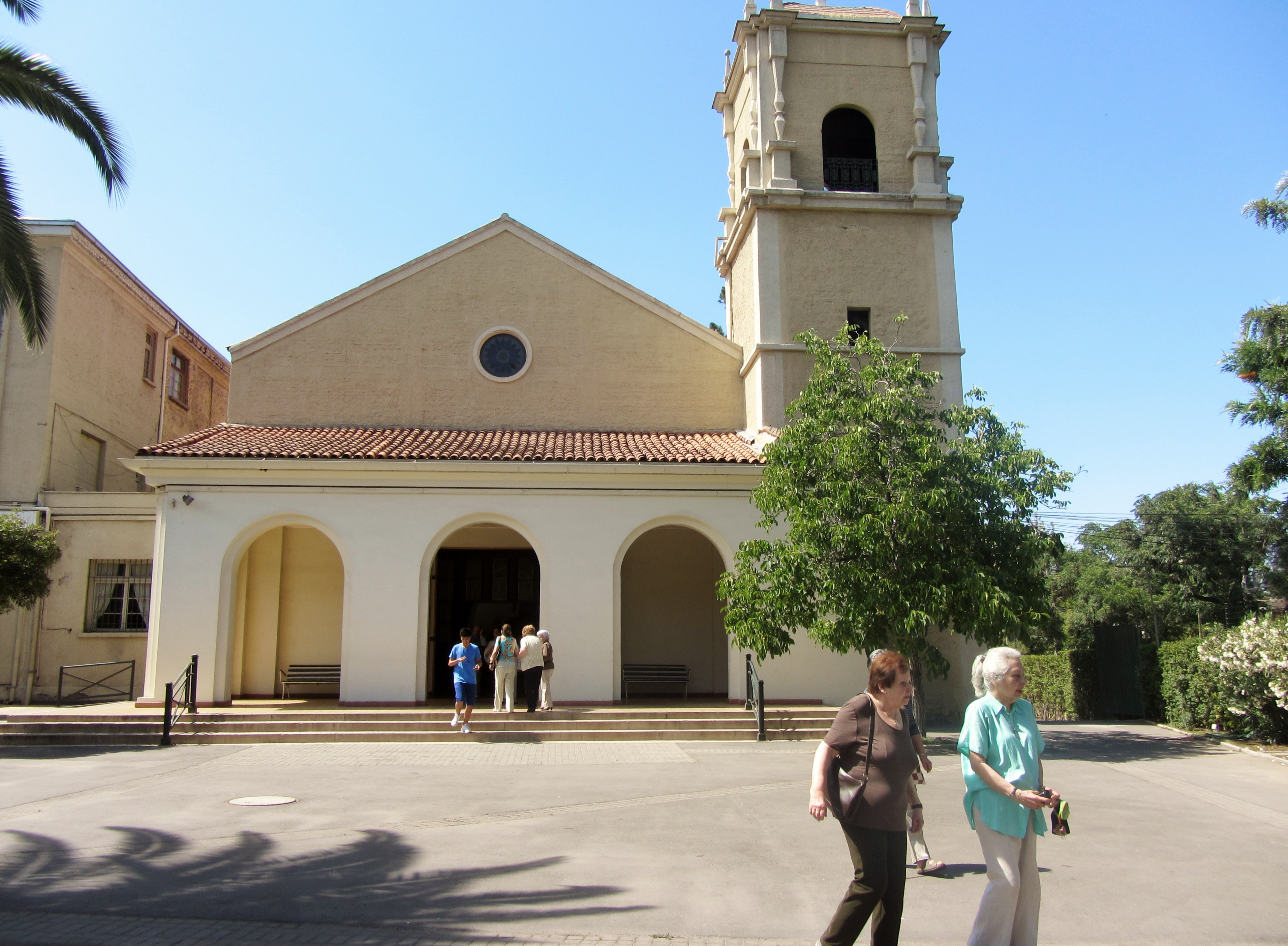
Iglesia del Hogar Español
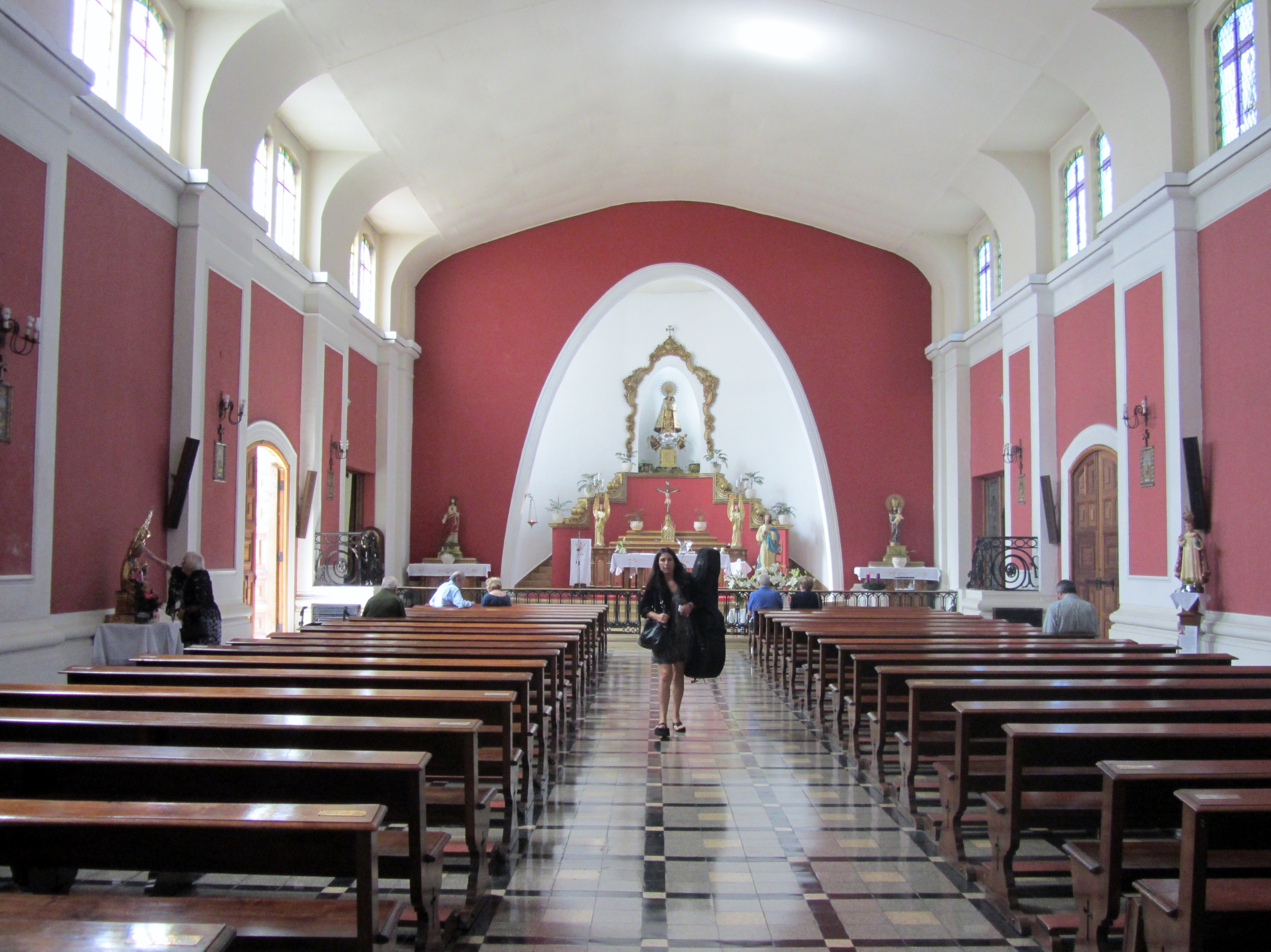
Interior de la iglesia del Hogar Español
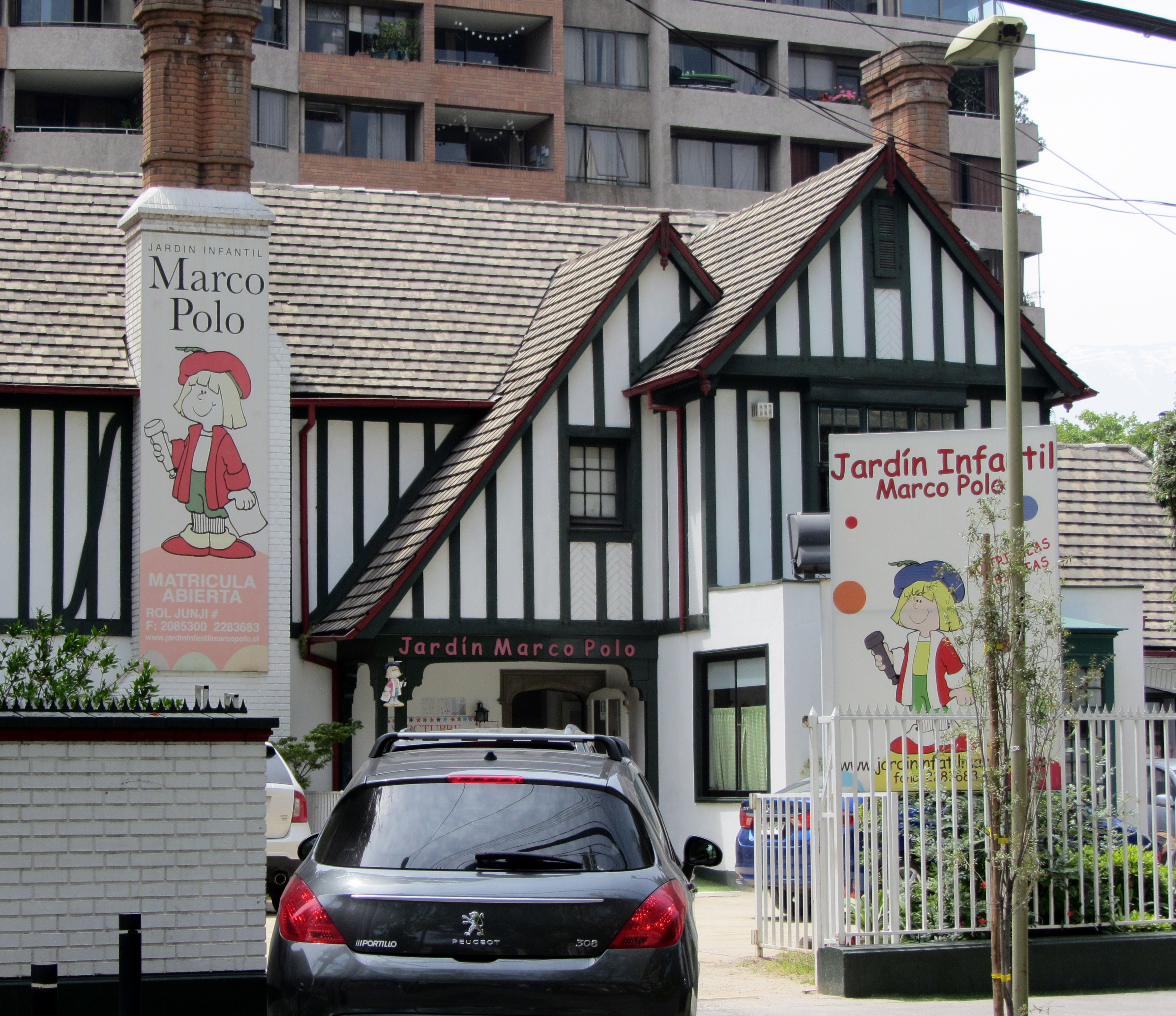
Jardín infantil Marco Polo, esquina Colón